# Ikatere
Ikatere, également orthographié Ika-tere (« poisson rapide »),, est le père des poissons dans la mythologie maorie, et de toutes les créatures marines, y compris les sirènes, dans la mythologie polynésienne.
Il est un fils de Punga et un petit-fils de Tangaroa, et son frère est Tū-te-wehiwehi.

## Ikatere dans le Mythe de la création
Lorsque Tāwhirimātea (dieu des tempêtes) fait la guerre à ses frères pour la séparation de Rangi et Papa (ciel et terre), il déchaîne sa colère dans le ciel, sur la terre et dans les océans. Si bien que Tangaroa, le dieu de l'océan et le père de tous ceux qui y habitent, s'enfuit à travers les mers.
Ses descendant ne le suivent pas tout de suite : son fils, Punga, a lui-même deux enfants, Ikatere et Tū-te-wehiwehi, et ils doivent décider comment partir en sécurité et assurer leur survie,,. Ils ne se mettent pas d'accord : Tū-te-wehiwehi et ses enfants clament devoir rentrer en volant « vers l'intérieur », tandis qu'Ikatere et les siens réclament d'aller plutôt « vers la mer ». Ikatere avertit son frère en ces termes : « Vole vers l'intérieur des terres, et ton sort et celui de ta race sera que lorsqu'ils t'attraperont, avant que tu ne sois cuit, ils te découperont les écailles sur un brin de fougère sèche allumée. » Ce a quoi Tū-te-wehiwehi rétorque : « Le sort futur de ta race sera le suivant : lorsqu'ils serviront à chacun de petits paniers de nourriture végétale cuite, tu seras posé sur le dessus de la nourriture pour lui donner du goût. »
Mais les deux groupes se séparent finalement, Tū-te-wehiwehi et son groupe se réfugiant sur le rivage, vers les forêts et les broussailles — Tū-te-wehiwehi devient un reptile et l'ancêtre de tous les reptiles —, tandis que les autres se précipitent vers la mer : Ikatere devient un poisson et l'ancêtre de tous les poissons pendant que Punga devient l'ancêtre des animaux marins étranges. Cet épisode est appelé « la séparation de Tāwhirimātea »,,. Un dicton qui fait référence aux choix qu'ils ont faits pour leurs descendants dit ceci :
« Tāua ki uta, tāua ki te wai »
« Nous de la terre, nous de la mer. »
Après la colère de Tāwhirimātea, vient celle de Tūmatauenga, que tous ses frères ont abandonné seul face au premier en fuyant. Lors de sa vengeance, il dévore tous ses frères sauf Tāwhirimātea (qui lui résiste), et cet acte montre la voie aux humains, ses descendants, qui vont à la pêche : ils poursuivent la guerre contre la progéniture de Tangaroa, les poissons.